# Judo en los Juegos Asiáticos de 2018
El torneo de judo en los Juegos Asiáticos de 2018 se realizó en Yakarta (Indonesia), entre el 29 y el 31 de agosto de 2018.
En total se disputaron en este deporte catorce pruebas diferentes, siete masculinas y siete femeninas.

## Resultados

### Masculino
| Evento  | Oro                           | Plata                             | Bronce                                                              |
| ------- | ----------------------------- | --------------------------------- | ------------------------------------------------------------------- |
| –60 kg  | Diyorbek Urozboyev Uzbekistán | Toru Shishime Japón               | Lee Ha-Rim Corea del Sur Yang Yung-Wei China Taipéi                 |
| –66 kg  | An Ba-Ul Corea del Sur        | Joshiro Maruyama Japón            | Yeldos Zhumakanov · Kazajistán · Artur Te · Kirguistán              |
| –73 kg  | Shohei Ono Japón              | An Chang-Rim Corea del Sur        | Mohamad Mohamadi · Irán · Victor Scvorțov · Emiratos Árabes Unidos  |
| –81 kg  | Didar Jamza · Kazajistán      | Saeid Molaei Irán                 | Vladimir Zoloev · Kirguistán · Otgonbaataryn Uuganbaatar · Mongolia |
| –90 kg  | Gwak Dong-Han Corea del Sur   | Gantulga Altanbagana Mongolia     | Mashu Baker Japón Komronshoj Ustopiriyon Tayikistán                 |
| –100 kg | Kentaro Iida Japón            | Cho Gu-Ham Corea del Sur          | Ljagvasürenguiin Otgonbaatar Mongolia Sherali Juraev Uzbekistán     |
| +100 kg | Kim Sung-Min Corea del Sur    | Ölziibayaryn Düürenbayar Mongolia | Bekmurod Oltiboev Uzbekistán Shakarmamad Mirmamadov Tayikistán      |

### Femenino
| Evento | Oro                           | Plata                        | Bronce                                                                 |
| ------ | ----------------------------- | ---------------------------- | ---------------------------------------------------------------------- |
| –48 kg | Jeong Bo-Kyeong Corea del Sur | Ami Kondo Japón              | Otgontsetseg Galbadraj · Kazajistán · Mönjbatyn Urantsetseg · Mongolia |
| –52 kg | Natsumi Tsunoda Japón         | Park Da-Sol Corea del Sur    | Kachakorn Warasiha Tailandia Rim Song-Sim Corea del Norte              |
| –57 kg | Momo Tamaoki Japón            | Kim Jin-A Corea del Norte    | Dorzhsürenguiin Sumiyaa Mongolia Lien Chen-Ling China Taipéi           |
| –63 kg | Nami Nabekura Japón           | Kiyomi Watanabe Filipinas    | Tang Jing China Han Hee-Ju Corea del Sur                               |
| –70 kg | Saki Niizoe Japón             | Kim Seong-Yeon Corea del Sur | Gulnoza Matniyazova Uzbekistán Tsend-Ayuushiin Naranjargal Mongolia    |
| –78 kg | Ruika Sato Japón              | Park Yu-Jin Corea del Sur    | Ma Zhenzhao China Ikumi Oeda Tailandia                                 |
| +78 kg | Akira Sone Japón              | Kim Min-Jeong Corea del Sur  | Wang Yan · China · Gulzhan Isanova · Kazajistán                        |

## Medallero
| Núm. | País                   | Oro | Plata | Bronce | Total |
| ---- | ---------------------- | --- | ----- | ------ | ----- |
| 1    | Japón                  | 8   | 3     | 1      | 12    |
| 2    | Corea del Sur          | 4   | 6     | 2      | 12    |
| 3    | Kazajistán             | 1   | 0     | 3      | 4     |
| 3    | Uzbekistán             | 1   | 0     | 3      | 4     |
| 5    | Mongolia               | 0   | 2     | 5      | 7     |
| 6    | Corea del Norte        | 0   | 1     | 1      | 2     |
| 6    | Irán                   | 0   | 1     | 1      | 2     |
| 8    | Filipinas              | 0   | 1     | 0      | 1     |
| 9    | China                  | 0   | 0     | 3      | 3     |
| 10   | China Taipéi           | 0   | 0     | 2      | 2     |
| 10   | Kirguistán             | 0   | 0     | 2      | 2     |
| 10   | Tailandia              | 0   | 0     | 2      | 2     |
| 10   | Tayikistán             | 0   | 0     | 2      | 2     |
| 14   | Emiratos Árabes Unidos | 0   | 0     | 1      | 1     |
|      | TOTAL                  | 14  | 14    | 28     | 56    |